# 쑨이 (1993년 6월)

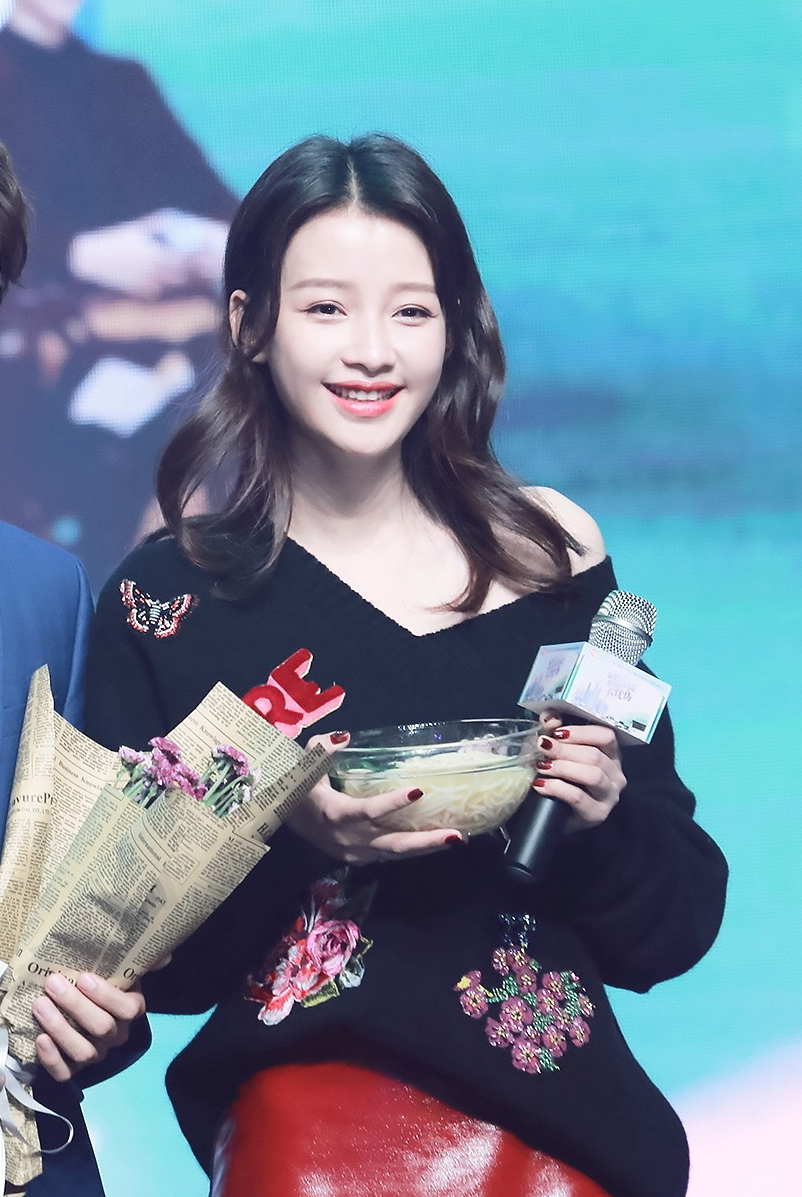

쑨이(중국어 간체자: 孙怡, 정체자: 孫怡, 병음: Sūn Yí, 한자음: 손이, 1993년 6월 4일 ~ )는 중국의 배우이다. 지린성 지안시에서 태어났다.

## 방송
- 금석하석
- 량생, 아문가불가이불우상
- 인위우견니
- 반숙전기
- 미월전
- 대묘아추애기

## 영화
- 플레져. 러브. (2016년)
- 마이 오리지널 드림 (2015년)